# Oberpostdirektion Dresden
Die Oberpostdirektion Dresden war die Oberpostdirektion in Dresden.

## Geschichte
Die Oberpostdirektion Dresden wurde am 1. Januar 1872 gegründet. Ihr unterstanden die Kreisdirektionsbezirke Dresden und Bautzen. Ihren Sitz hatte sie im gleichnamigen Gebäude am Dresdner Postplatz.

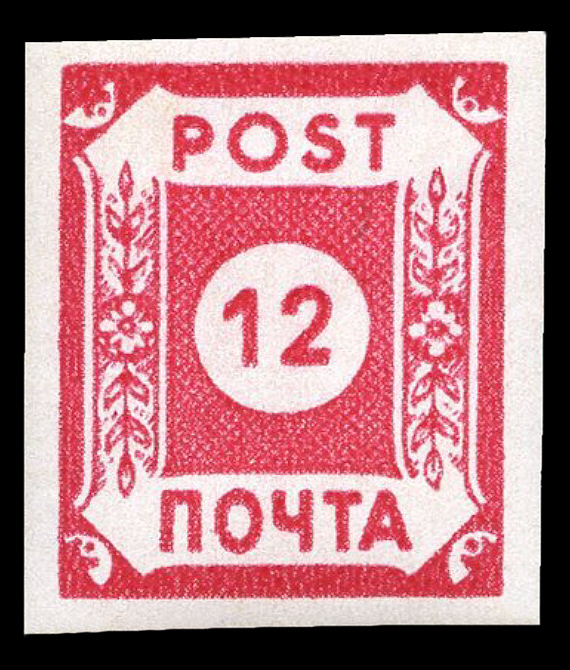
Unverausgabte Briefmarke (sog. Potschta-Marke) der SBZ, Ost-Sachsen

Mit dem Zusammenbruch nach dem Zweiten Weltkrieg gab es zunächst mehrere Monate lang keine zentrale Postverwaltung. Die Oberpostdirektionen gaben eigene Briefmarken aus und handelten autonom. Am 8. September 1945 wurde die Oberpostdirektion Dresden der Zentralverwaltung für das Post- und Fernmeldewesen der Deutschen Wirtschaftskommission unterstellt.
1952 wurden mit Wirkung ab 1. Januar 1953 die bisherigen Oberpostdirektionen aufgelöst. An ihre Stelle traten 14 Bezirksdirektionen für Post- und Fernmeldewesen für die Bezirke der DDR.
Auf Grund des Artikels 13 Abs. 2 des Einigungsvertrages vom 31. August 1990 zwischen der Bundesrepublik Deutschland und der Deutschen Demokratischen Republik in Verbindung mit dem Zustimmungsgesetz zum Einigungsvertrag wurde die Oberpostdirektion Dresden mit Wirkung vom 3. Oktober 1990 erneut gebildet.
Mit dem Ende der Bundespost am 1. Januar 1995 endete auch die Bezeichnung Oberpostdirektion.